# مايرون سولبرغ
مايرون سولبرغ (بالإنجليزية: Myron Solberg) هو ضابط أمريكي، ولد في 1930، وتوفي في 2001 بسبب سرطان.